# Les Monstres (film, 1987)
Pour les articles homonymes, voir Les Monstres.
Pour plus de détails, voir Fiche technique et Distribution.
Les Monstres est un film égyptien réalisé par Ali Abdelkhalek, sorti en 1987.

## Synopsis
L'histoire de 3 personnes : un médecin qui tente de soigner son riche patient infertile en transplantant (illégalement, pour prouver ses expériences) une partie du cerveau d'une tierce personne qui la vend pour de l'argent pour améliorer sa misérable vie.
Le film aborde le sujet des interventions médicales et scientifiques précipitées et non conformes à l'éthique.

## Fiche technique
- Titre original : Gary Al Wohosh
- Titre français : Les Monstres
- Réalisation : Ali Abdelkhalek
- Pays d'origine : Égypte
- Durée : 115  min
- Date de sortie : 1987

## Distribution
- Nour El-Sherif : Said Abou Dahab
- Mahmoud Abdel Aziz (acteur) : Abdelaoui shedid